# Sémaphore de la Pointe Saint-Mathieu

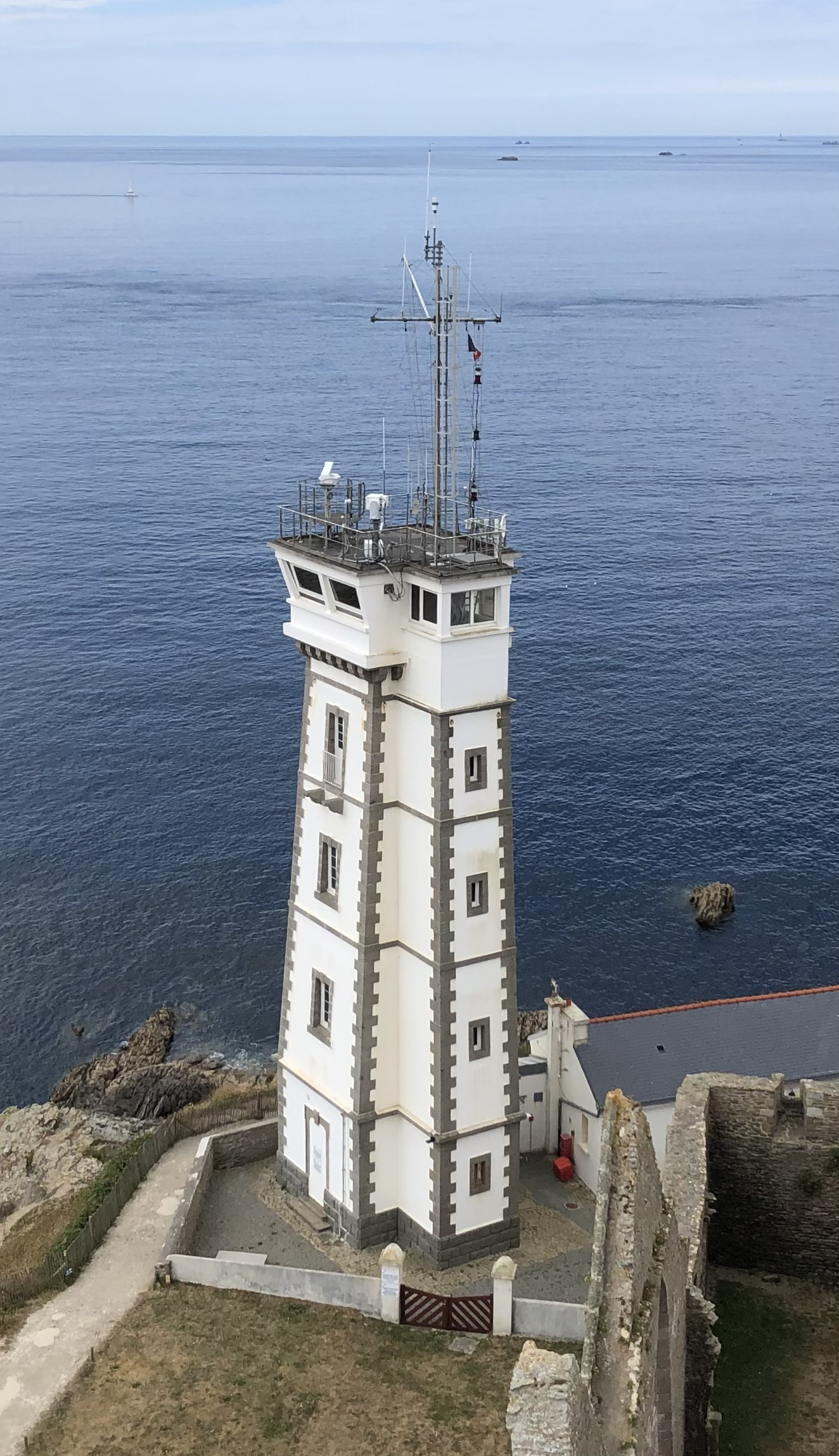
Sémaphore de la Pointe Saint-Mathieu, Blick vom Leuchtturm, 2022

Das Sémaphore de la Pointe Saint-Mathieu ist eine Einrichtung des Schiffsverkehrsdienstes am Pointe Saint-Mathieu in der Bretagne in Frankreich. Es dient vor allem der Überwachung des Schiffsverkehrs auf den anliegenden Seegebieten der Four-Passage und der Meerenge von Brest.

## Lage
Das Semaphor befindet sich in Saint-Mathieu im Gebiet der Gemeinde Plougonvelin etwa 200 Meter landseitig vor dem äußersten Punkt des Kap Pointe Saint-Mathieu. In unmittelbarer Nähe steht der Leuchtturm Phare de Saint-Mathieu sowie die Ruine der Abtei Saint-Mathieu de Fine-Terre.

## Architektur und Geschichte
Ein erstes Sémaphore in diesem Bereich wurde im Jahr 1861 eingerichtet. Es befand sich etwas weiter östlich, auf halber Strecke zwischen der Abtei und den Klippen Les Rospects. Mittels Flaggensignalen wurde mit vorbeifahrenden Schiffen kommuniziert und Nachrichten per Telegrafie weiter geleitet. Die Lage der Anlage stellte sich jedoch als ungünstig heraus, da insbesondere keine Sicht auf die Four-Passage bestand. Ende des 19. Jahrhunderts wurde daher eine Verlegung für erforderlich gehalten. Im Jahr 1906 entstand am heutigen Standort ein 39 Meter hoher Neubau. Der Wachraum ist über 92 Stufen zu erreichen. Es wurde seitdem wiederholt erneuert und umgebaut. Ab dem 15. September 1962 diente das Sémaphore rund um die Uhr der Küstenüberwachung. Sechs Personen wurden dafür eingesetzt. Ab 1972 erfolgten Umbauten des Wachraums, die nach acht Monaten am 30. Mai 1973 abgeschlossen waren.
Das Sémaphore de la Pointe Saint-Mathieu erstreckt sich auf einer Fläche von 920 m². Es gehört zu einer Kette von 52 Küstenüberwachungsstellen und wird von der Französischen Marine betrieben. Es werden die Notfrequenzen abgehört und das Seegebiet optisch überwacht. Außerdem dient die Dienststelle der Meteorologie.